# Peter Brixtofte
Peter Brixtofte est un homme politique danois né le 11 décembre 1949 à Copenhague et mort le 8 novembre 2016 à Farum (Danemark). 
Membre du parti Venstre, il fut ministre et député au Parlement (le Folketing). 

## Autobiographie
- (da) Med hjertet, 2003,  (ISBN 87-989408-0-5)